# Lančani prijenos
Lančani prijenos, slično remenskom prijenosu sa zupčastim remenom, mehanički prijenos snage vrši pomoću veze oblikom. Plosnatim i klinastim remenom prenosi se snaga i gibanje pomoću veze silom (trenje). Lančani prijenos se upotrebljava tamo gdje je remenski prijenos nemoguć zbog loših prostornih i prijenosnih prilika ili razmaka osi vratila. Lančani prijenosi s manjim obuhvatnim kutom i manjim razmakom osi mogu prenositi znatno veće sile nego remenski prijenos. Općenito im nije potrebno nikakvo predzatezanje, te prema tome manje opterećuju vratila. Lančani prijenosi međutim ne rade elastično i potrebno im je bolje održavanje, jer se moraju podmazivati, a često ih treba zaštititi protiv utjecaja prašine. Lanci i lančanici su znatno skuplji od remena i remenice. Dobri su u gradnji prijenosnih uređaja (pokretna traka), u industriji motornih vozila, za bicikle i kod poljoprivrednih strojeva.   
Vučni ogranak lančanog prijenosa treba da bude po mogućnosti na gornjoj strani. Kosi položaj prijenosnika je povoljan, dok je okomiti položaj nepovoljan zbog loših zahvata na donjoj lančanici (provjes lanca). Zbog toga su kod okomitih lančanih prijenosnika potrebni zatezni lančanici. Okomiti položaj vratila treba po mogućnosti izbjegavati, jer lančane spojnice taru po čeonoj strani lančanika i tako se brzo troše. Budući da se i lanci plastično deformiraju, treba predvidjeti mogućnost naknadnog zatezanja, na primjer zatezne lančanike ili zatezna vratila. Kao granica dopuštenog provjesa uzima se oko 2% razmaka vratila. Lanci su izloženi vibracijama, naročito u pogonu s udarima i kod motora s unutarnjim izgaranjem, što izaziva nemiran rad. Zbog toga su često potrebni prigušivači titranja.
Lančani prijenos je načelno prijelazni oblik između zupčastog i remenskog prijenosa. Da bi se ostvario, mora, kao i remenski prijenos, imati najmanje 3 važna dijela: dio koji predaje snagu, onaj koji ju prima i gibljivu vezu između dijela koji predaje i onog koji prima snagu. Međutim, kako se za razliku od slučaja kod remenskog prijenosa ovdje snaga predaje gibljivoj vezi i s nje prima oblikom (zahvatom), lančani se prijenos ostvaruje bez proklizavanja, kao kod zupčanika. Ipak, pri tome prijenos nije sasvim krut, jer gibljiva veza osigurava određenu elastičnost sustava. Osim toga, lančani prijenos razlikuje se od zupčastog i brojem zuba koji prenose obodnu silu. Zbog razmjerno velikog obuhvatnog kuta (od 100 do 250°), koji ovdje ima jednako značenje kao i kod remenskog prijenosa, broj zuba je mnogo veći. Lančani je prijenos općenito upotrebljiv namjesto zupčanika s paralelnim osima tamo gdje je razmak vratila između kojih se snaga prenosi prevelik za prikladan prijenos neposrednim zahvatom. Očito su lako ostvarivi i lančani prijenosi između većeg broja vratila.
Osim lančanih prijenosa s lančanicima sličnim čelnicima i s odgovarajućim lancima, postoje i lančani prijenosi s posebnim (specijalnim) oblicima lančanika i lanaca, koji omogućuju njihovu upotrebu za bezstepenu promjenu (varijaciju) prijenosnog omjera (varijatori), slično kako je to moguće s prijenosima klinastim remenjem. Zbog posebnosti tih prijenosa, pod lančanim se prijenosima općenito i dalje razumijevaju oni s normalnim lančanicima. Lančani prijenosi s manjim obuhvatnim kutom i manjim razmakom osi mogu prenositi znatno veće sile nego remenski prijenosi. Općenito im nije potrebno nikakvo predzatezanje, te prema tome manje opterećuju vratila. Lančani prijenosi ne rade međutim elastično, nužno je održavanje, moraju se podmazivati, a često ih treba zaštititi protiv utjecaja prašine. Lanci i lančanici su znatno skuplji od remena i remenica.

## Povijest
Najstarija primjena lančanog prijenosa je zabilježena u staroj Grčkoj, a koristio ga je starogrčki inženjer Filon iz Bizanta (3. stoljeće pr. Kr.) kod jedne vrste samostrijela, koji se nazivao polibolos. Dva lanca su bila spojena na vitlo i automatski su napinjali nit samostrijela nakon pucanja. Ipak, prvi koji je osmislio lančani prijenos sličan današnjem je bio Leonardo da Vinci.

## Svojstva lančanog prijenosa
Budući da se lanac sastoji od krutih međusobno pokretljivo spojenih dijelova, njegova linija nalijeganja na lančanik odgovara mnogokutniku. Djelujući promjer na lančaniku mijenja se od neke najveće vrijednosti dmax = do, do neke najmanje za koju se iz geometrijskih odnosa može izvesti izraz:
{\displaystyle d_{min}=d_{0}\cdot \cos \alpha }
Odatle slijedi da se, iako je kutna brzina vodećeg lančanika stalna, obodna brzina lanca periodički mijenja od neke najveće do neke najmanje vrijednosti (vmax, odnosno vmin), pa se i kutna brzina vođenog lančanika mora isto tako mijenjati od najveće do najmanje kutne brzine. Kako se zbog toga vrtnja (rotacijsko gibanje) vođenog lančanika odvija kao niz perioda usporenih gibanja, u njemu se, a time i u lancu, pojavljuje neka vlačnom opterećenju suprotna retardacijska sila Fp, pa kako lanac ne može preuzeti tlak, to on titra i udarno zahvaća lančanik (takozvani poligonski učinak ili efekt). Ova titranja mogu biti kako uzdužna tako i poprečna.
Među ostalima, za mjeru poligonskog učinka može poslužiti navedena razlika kutnih brzina, za koju se također iz geometrijskih odnosa može izvesti izraz:
{\displaystyle \omega =\omega _{max}-\omega _{min}\cdot (1-\cos {\frac {180^{\circ }}{z}})}
gdje je: z - broj zuba lančanika. Zavisnost mjerodavnog faktora ove funkcije (takozvanog faktora nejednoličnosti) od tog broja zuba prikazana je dijagramom. Odatle se lako može zaključiti da poligonski učinak ostaje dovoljno neznatan da se može zanemariti sve dotle dok je broj zuba lančanika dovoljno velik (na primjer iznad 19). Tada, ako za to postoje i drugi uvjeti, prijenos radi mirno i tiho. Inače utjecaj poligonskog učinka može biti velik i opasan, posebno kad titranje slobodnog kraka lanca dospije u područje rezonancije. Tada sila Fp može postati većom od vlačnog opterećenja, pa kako lanac ne može preuzeti tlak, titranje se periodično prekida i ponovno uspostavlja. Prijenos tada radi vrlo nemirno i šumno. 
Međutim, utjecaj poligonskog učinka nije zavisan samo od nejednoličnosti, već zavisi još i od veličine obodnih sila. Dosta složene funkcije koje prikazuju ovu zavisnost izvedive su iz postavki nekih autora (W. Richter, N. W. Worobjev). Prikazane su dijagramima kao krivulje koje predstavljaju funkcije Fp = f(v), gdje je Fp - sila uzrokovana poligonskim učinkom, a v - obodna brzina za nekoliko vrijednosti z u lančanom prijenosu uzetom za primjer. Odatle se vidi da utjecaj obodne brzine lanca na poligonski učinak ima najmanju vrijednost (minimum) koja se nalazi negdje u području vrijednosti obodne brzine od 15 do 20 m/s. Zbog toga granica upotrebljivosti jednostavnih lančanih prijenosa ne prelazi 25 m/s.
Osim nemirnog i šumnog rada, kad titranje nastupa u znatnoj mjeri, pojavljuje se u lančanim prijenosima i preopterećenje i preveliko izlizavanje lanaca što dovodi do prijevremenog izduženja i time prevelikog provjesa lanaca. 
Za izlizavanje dijelova lanaca mjerodavno je još i njihovo gibanje u spojevima koje nastupa za vrijeme zahvata s lančanicima. Dalji činilac koji određuje provjes gibljive veze lančanih prijenosa jest vlastita težina. Zbog toga ona ovdje ograničava domet jednostavnih prijenosa. U praksi se uzima da provjes slobodnog kraka lančanih prijenosa treba biti u granicama od 1 do 2% od duljine kraka i da je najveće dopustivo izduženje lanaca od 3 do 5%. 
Ovi nedostaci lančanih prijenosa mogu se ublažiti pomoćnim uređajima, kao što su prigušivači titranja, natezi, potpornji. Time se područje primjene lančanih prijenosa može znatno proširiti. Za ograničavanje trošenja dijelova lančanih prijenosa važno je prikladno podmazivanje. Najdjelotvorniji sustavi za podmazivanje lančanih prijenosa ostvarivi su u zatvorenim uređajima koji imaju obočje. 
Budući da se i lanci plastično deformiraju, treba predvidjeti mogućnost naknadnog zatezanja, na primjer zatezne lančanike ili zatezna vratila. Kao granica dopuštenog provjesa uzima se oko 2% razmaka vratila.

### Slike
|                                                                             | |                                                                         |
| Zavisnost faktora nejednoličnosti gibanja lanca na lančaniku od broja zubi. | Ovisnost poligonske sile o obodnoj brzini lanca i broju zuba lančanika za lanac l = 12,7 mm, a/t = 40 i F = 18 000 N. | Prikaz lančanog prijenosa snage između većeg broja vratila (lančanika). |

### Položaj lančanih prijenosa
Uz stanovite uvjete ostvarivi su i lančani prijenosi s okomitim vratilima. Međutim, opisana svojstva i savitljivost lanca samo u smjeru vrtnje ograničavaju upotrebu ovih prijenosa skoro isključivo na položaje u kojima su vratila vodoravna, a svi lančanici leže u jednoj okomitoj ravnini. 
Opisana svojstva postavljaju zahtjeve i s obzirom na nagib krakova lanaca ovih prijenosa prema vodoravnoj ravnini (horizontali) i vučni položaj prema slobodnom kraku. Tako je iskustvo pokazalo da je najpovoljniji položaj lančanih prijenosa onaj u kojemu je lanac nagnut za 30 do 60° prema vodoravnoj ravnini, a vučni krak se nalazi iznad slobodnog. Tada se lanac dobro navodi na ozubljenje lančanika. Također je povoljan i vodoravan položaj (s vučnim krakom lanca iznad slobodnog kraka).
Najnepovoljniji položaji lančanih prijenosa jesu oni u kojima je zajednička os lančanika okomita ili skoro okomita, jer je tada teško osigurati nesmetano navođenje lanca na donji lančanik. S obzirom na to, nepovoljan je i položaj lančanog prijenosa s vodoravnom zajedničkom osi lančanika, ali vučnim krakom lanca ispod slobodnog. U slučajevima kad su nužni nepovoljni položaji lančanih prijenosa mora se pribjeći upotrebi pomoćnih dijelova (na primjer s nategom).

## Vrste lanaca i spojnica
Svaki je lanac niz međusobno gibljivo spojenih dijelova - članaka. Postoji razmjerno veliki broj različitih članaka i zbog toga različite vrste lanaca. Za prijenos snage prikladni su samo takozvani pogonski lanci, koji se za razliku od ostalih, takozvanih teretnih i vučnih izrađuju vrlo precizno. Teretni lanci služe za zavješenje i dizanje, a vučni lanci za prijenos (transport) tereta. Prvi su važni dijelovi prenosila i dizala, a drugi prevoznih (transportnih) strojeva, kao što su elevatori, konvejeri (pokretna traka), eskalatori. Među ovim lancima najvažniji su normalni, člankasti, kalibrirani i takozvani Gallovi zglobni lanci. Dopustive brzine gibanja prvih dosežu do 1 m/s. Gallovi lanci mnogo se upotrebljavaju u praksi. Izrađuju se za nosivosti do 30 tona i brzine gibanja do 0,3 m/s. Spojnice (lamele) su okretljivo smještene na svornjacima. Uska površina nalijeganja spojnice na svornjak omogućuje brzine samo do 0,5 m/s. Izrađuju se i s više spojnica za dizala i dizalice.

### Podjela
Kao pogonski lanci upotrebljavaju se, zavisno od opterećenja i obodne brzine, razne vrste zglobnih lanaca, dok člankasti lanci dolaze u obzir samo za dizanje tereta. Od zglobnih lanaca najčešći su:
- Lanci s čeličnim svornjacima (DIN 654), rađeni od temper-lijeva, s korakom od 32 do 150 mm, za vlačne sile od 1 500 do 12 000 N. Upotrebljavaju se kod poljoprivrednih strojeva i transportnih uređaja;
- Rastavljivi zglobni lanci (DIN 686) rađeni od temper-lijeva, s korakom od 22 do 148 mm, za vlačne sile od 300 do 3 200 N. Ovi lanci se upotrebljavaju isto kod poljoprivrednih strojeva i transportnih uređaja;
- Gallov lanac (DIN 8150 i 8151). Spojnice (lamele) su okretljivo smještene na svornjacima. Uska površina nalijeganja spojnice na svornjak omogućuje brzine samo do 0,5 m/s. Izrađuje se i s više spojnica za dizala i dizalice;
- Valjkasti lanci (DIN 8187) kod kojih su unutarnje spojnice naprešane na tuljke, okretljivo uložene na svornjake. Svornjaci su uprešani u vanjske spojnice, a krajevi raskovani. Time se dobiva zglob tuljak/svornjak (zglobni tuljak). Takvi zglobni tuljci imaju na sebi još kaljene valjke. Lanci s valjcima pogodni su gotovo za sve vrste pogona, pa se zato najviže i upotrebljavaju. Neosjetljivi su prema vanjskim utjecajima. Jednoredni valjkasti lanci nazivaju se simpleks, dvoredni dupleks, a troredni tripleks. Mogu se spajati tako da tvore četveroredne, petoredne i višeredne valjkaste lance. U DIN 8181 standardizirani su valjkasti lanci s dugim člancima za velike razmake osi, a u DIN 8188, dati su valjkasti lanci u inčima (američka izvedba);
- Lanci s tuljkom (DIN 73232) su u stvari valjkasti lanci, ali bez vanjskih valjaka. Zbog toga su lakši od lanaca s valjcima i manje podložni utjecaju centrifugalne sile, tako da mogu raditi s većom brzinom. Pretežno se upotrebljavaju za motorna vozila. Zbog održavanja i trošenja u prihvatljivim granicama, potrebna im je točna i brižljiva obrada lančanika. Osjetljiviji su prema vanjskim utjecajima (prašina i nečistoća) od valjkastih lanaca. U novijim konstrukcijama se ne upotrebljavaju, već se zamjenjuju valjkastim lancima;
- Rotary-lanci (DIN 8182) imaju zakrivljene spojnice, pa se mogu upotrebljavati s proizvoljnim brojem članaka. Zbog zakrivljenosti spojnica ovi su lanci veoma elastični, tako da mogu primati bolje udarna opterećenja;
- Zupčasti lanci (DIN 8190) sa spojnicama u obliku dva trokutasta zuba. Vanjski nosivi bokovi zubi zatvaraju međusobno kut od 60º. Zbog povećanja otpornosti na trošenje, u spojnicama se nalaze kaljeni zglobni tuljci. Da ne bi došlo do bočnog pomicanja zupčastih lanaca, ugrađuju se dodatno vodeće, nenazubljene spojnice (jedna srednja ili dvije vanjske), koje zahvataju u prstenaste utore lančanika. Zupčasti lanci pogodni su za vrlo velike brzine i rade gotovo bešumno (upravljački lanac kod motora s unutarnjim izgaranjem). Skuplji su od svih dosad opisanih lanaca. Za najveće zahtjeve u pogledu otpornosti na trošenje, izrađuju se zupčasti lanci s valjnim zglobovima (bez kliznog gibanja u zglobu!). U uljnoj kupki moguće su brzine lanaca do 30 m/s.
- Specijalni lanci (lanci s tuljkom prema DIN 8164) namijenjeni su naročito grubim vanjskim pogonima. Transportni lanci s tuljkom prema DIN 8165, 8166, 8184 i 8185 upotrebljavaju se za transportne trake, transportne trase, kružna dizala, dizala s upornicom, pokretne stube i slično. Nadalje, postoje višestruki lanci s tuljcima prema DIN 8171 za transportne uređaje, lanci za člankaste konvejere DIN 8175, lanci za lančaste trase DIN 8176 i lanci za stružne konvejere DIN 8177.

#### Pogonski lanci
Pogonski lanci, osim onih od temper-lijeva, izrađuju se od čelika za cementiranje ili čelika za poboljšanje. Trošenje u zglobovima lanca prouzročuje trajnu deformaciju, koja se stalno povećava, a smije da iznosi do 3%. S pogonskim lancima mogu se prenositi velike snage (do 3 750 kW) uz ramjerno velike brzine gibanja (ponekad i do 40 m/s), brojeve okretaja do 5 000 okr/min i visoki stupanj djelovanja. Postoje dva temeljna oblika ovih lanaca, takozvani valjkasti i zupčasti. Međutim, postoje i različite izvedbe ovih temeljnih oblika, na primjer valjkasti lanci s tuljcima. Osim ovih u pogonske lance mogu se još ubrojiti i takozvani lanci sa svornjacima i rastavljivi zglobni lanci.

#### Valjkasti lanci
Tri članka jednog jednostavnog valjkastog lanca prikazana su na slici. Od tih su lijevi i desni unutrašnji, a srednji je vanjski članak. Članke ovih lanaca čine naizmjenično unutrašnje i vanjske lamele međusobno zglobno spojene svornjacima i distancionim tuljcima uprešanim u lamele. Slobodnookretljivi valjci navučeni na tuljke omogućuju kotrljanje na bokovima rubova lančanika. Dvostruki i trostruki lanci iz ove skupine upotrebljavaju se za prenošenje većih snaga. Valjkasti lanci upotrebljavaju se za prenošenje snage uz brzine oko 5 m/s do najviše 18 m/s.
Kod valjkastih lanaca su unutarnje spojnice naprešane na tuljke, okretljivo uložene na svornjake. Svornjaci su uprešani u vanjske spojnice, a krajevi raskovani. Time se dobiva zglob tuljak-svornjak (zglobni tuljak). Takvi zglobni tuljci imaju na sebi još kaljene valjke. Lanci s valjcima pogodni su gotovo za sve vrste pogona, pa se zato najviše i upotrebljavaju. Neosjetljivi su prema vanjskim utjecajima. Jednoredni valjkasti lanci nazivaju se simpleks, dvoredni dupleks, a troredni tripleks. Mogu se spajati tako da tvore četveroredne, petoredne i višeredne valjkaste lance.

#### Valjkasti lanci s tuljcima
Valjkasti lanci s tuljcima ili lanci s tuljkom nemaju slobodnookretljivih valjaka, ali su im svornjaci i tuljci nešto većeg promjera nego u odgovarajućim im valjkastim lancima. Zbog toga kod jednakog koraka valjci s tuljcima podnose veća opterećenja. Međutim, iz razumljivih razloga njihov je šum u radu veći, a njihovi članci brže se troše, pa se u većini slučajeva prakse prednost daje valjkastim lancima. 
Lanci s tuljkom su u biti valjkasti lanci, ali bez vanjskih valjaka. Zbog toga su lakši od lanaca s valjcima i manje podložni utjecaju centrifugalne sile, tako da mogu raditi većom brzinom. Pretežno se upotrebljavaju u gradnji motornih vozila. Zbog održavanja i trošenja u prihvatljivim granicama potrebna im je točna i brižljiva obrada lančanika. Osjetljiviji su prema vanjskim utjecajima (nečistoća i prašina) nego valjkasti lanci. U novim konstrukcijama više se ne upotrebljavaju, već se zamjenjuju valjkastim lancima.

#### Rotary lanci
Rotary lanci imaju zakrivljene spojnice, pa se mogu upotrebljavati s proizvoljnim brojem članaka. Zbog zakrivljenosti spojnica ovi su lanci veoma elastični, tako da mogu bolje primati udarna opterećenja.

#### Zupčasti lanci
Zupčasti lanci se sastoje od dviju vrsta lamela međusobno spojenih svornjacima, jedne dvozubne (u obliku dva trokutasta zuba) i jedne bez zuba. Zbog povećanja otpornosti protiv trošenja (habanja) u spojnicama se nalaze kaljeni zglobni tuljci. Prve, od kojih svaka druga na istom svornjaku pripada susjednom članku, služe za ostvarenje zahvata sa zubima lančanika, druge za održavanje gibanja lanca u okomitoj ravnini i sprečavanje isklizavanja s lančanika (za vođenje). Bokovi profila zuba lamela preko kojih se ostvaruje zahvat ravne su linije koje se međusobno sijeku pod kutom od 60°. Odlika ovih lamela jest u tome što njihovo izlizavanje nema utjecaja na zahvat. Za prenošenje većih snaga upotrebljavaju se zupčani lanci s većim brojem redova takvih lamela. Lamele za vođenje ne moraju se uvijek nalaziti u sredini lanca (tada se govori o zupčanim lancima s unutrašnjim vođenjem), već i s njegovih obiju vanjskih, bočnih strana, kad se govori o zupčanim lancima s vanjskim vođenjem. Zglobni spojevi ovih lanaca izvode se na različite načine. Već klizni zglobni spojevi ovih lanaca mogu biti dosta složeni. Osim toga, danas se izrađuju i zupčani lanci s valjnim zglobnim spojevima; takvi spojevi znatno ograničavaju izlizavanje. 
Konstrukcijska dotjeranost zupčanih lanaca čini ih najkvalitetnijim lancima za prijenos snage, unatoč okolnosti što ima razmjerno veliku težinu. Ovi se lanci obično upotrebljavaju pri brzinama od 5 do 7 m/s, ali je moguće i puno više (u uljnoj kupki moguće su brzine lanaca do 30 m/s). Prednost zupčanih lanaca čine ih isplativim unatoč njihove, zbog skupe izrade, visoke cijene.
Svornjaci, valjci, tuljci i lamele pogonskih valjaka izrađuju se od legiranih čelika bolje kakvoće i zatim cementiraju, ili kale do tvrdoće HRc ≈ 50 - 65, već prema namjeni lanca.

#### Lanci sa svornjacima
Lanci s čeličnim svornjacima imaju članke od temper lijeva, a svornjake od čelika. Rastavljivi zglobni lanci su na slici. Obje ove vrste lanaca dolaze u obzir za upotrebu kao pogonski lanci tamo gdje se radi o manje osjetljivim, grubim pogonima, ispod brzine od 2 m/s (na primjer u poljoprivrednim strojevima i prijevoznim uređajima). Korak im je od 32 do 150 mm za vlačne sile od 1 500 do 12 000 N.

#### Rastavljivi zglobni lanci
Rastavljivi zglobni lanci rađeni su od temper lijeva s korakom od 22 do 148 mm za vlačne sile od 300 do 3 200 N. Ovi se lanci također upotrebljavaju u poljoprivrednim strojevima i prijevoznim uređajima.

## Lančanici
Valjkaste lance i lance s tuljkom može se prikazati kao svornjake nanizane na uže, koji postepeno ulaze u uzubine lančanika. Uzubine moraju biti tako oblikovane da pri dizanju pruženog lanca mogu svornjaci nesmetano izlaziti iz uzubina. Da bi se izjednačile tolerancije i trenje deformacije lanca, potrebno je veliko zaobljenje korijena zuba i velik bočni kut, koji ipak ne smije biti prevelik, da se svornjaci lanca ne bi penjali na bok zuba. Oblik zuba je prema DIN 8196.

## Podmazivanje
Veću trajnost pogonskih lanaca pri većoj brzini, može se postići dobrom zaštitom od prašine i brižljivim podmazivanjem. U tom slučaju može se računati s većim učešćem tekućeg trenja umjesto mješovitog. Povoljna pogonska temperatura lanca je 70 ºC, a za uljnu kupku ili optočno ulje 60 ºC. Ako se te temperature prekorače, mora se predvidjeti hlađenje ili upotreba maziva otpornog na zagrijavanje (motorno ulje s dodatkom grafita ili molibdendisulfida).
Ulja za podmazivanje moraju na pogonskoj temperaturi pri podmazivanju u uljnoj kupci ili pri optočnom tlačnom podmazivanju imati viskoznost 20 do 50 cSt, pri podmazivanju kapanjem 40 do 80 cSt, te pri ručnom podmazivanju 80 do 120 cSt (u ovom slučaju može se podmazivati i teškim uljima ili tekućom mašću). Izvanredan utjecaj na podmazivanje ima stanje maziva. Zanemarivanje dobne izmjene ulja ili zaboravljanje na potrebu naknadnog podmazivanja, može dovesti do onečišćenja maziva ili čak do suhog trenja, a time do većeg trošenja zglobova lanca. 
Pri podmazivanju kapanjem ulja na unutarnju stranu traka lanca dolazi oko 4 do 14 kapi na minutu. Pri tome treba paziti da ulje može prodrijeti do zglobova, a da ne ulazi na krivom mjestu, odakle otječe bez koristi. Pri podmazivanju u uljnoj kupci donja traka uranja se u ulje do polovine širine spojnice. Dobri rezultati dobivaju se ako se ugradi kolut za prskanje ulja, koji stvara uljnu maglu. Uljne čestice talože se na lanac i na okapnice, odakle sakupljeno ulje ponovo kaplje na lanac. Pri tome može donja traka lanca još dodatno uranjati u uljnu kupku. Pri optočnom tlačnom podmazivanju ubrizgava se ulje na unutarnju stranu povratne trake.

### Podmazivanje i kućišta lančanih prijenosa
Već prema uvjetima rada u lančanim prijenosima, za ograničavanje trenja, udara i topline koja se pri tome razvija, dolaze u obzir različiti načini podmazivanja. Tako na primjer, ručno podmazivanje uljem, odnosno postojanom (konzistentnom) mašću dolazi u obzir za manje važne pogone s brzinama manjim od 4 m/s, odnosno (uglavnom u prijevoznim strojevima) pri brzinama s granicom manjom od 6 m/s. Za podmazivanje pri brzinama s granicom manjom od 10 m/s dolaze u obzir kapalice i mazalice.
Ipak, već za obodne brzine lančanih prijenosa s donjom granicom obodnih brzina oko 6 m/s najprikladnije je neprekidno podmazivanje uranjanjem slobodnog kraka lanca u ulje, ili s pomoću crpke ili s pomoću specijalnih koluta za raspršavanje; za ove sustave podmazivanja važno je da lančani prijenos bude zatvoren obočjem. Obočja lančanih prijenosa zaštićuju još i od prašine i sprečavaju ulazak krupnijih stranih tijela među dodirne površine dijelova te djelomično prigušuju šum. Ona su obično dvodijelna, bez rebara, a inače su slična obočjima jednostepenih reduktora s prijenosom čelnika. 
Svojstva maziva važna su također za ispravno podmazivanje lančanih prijenosa. Mazivo se bira prema veličini specifičnog tlaka u zglobovima, brzini lanca i sustavu podmazivanja. 
Povoljna pogonska temperatura lanca je 70 °C, a za uljnu kupku ili optočno ulje 60 °C. Ako se naznačene temperature prekorače, mora se predvidjeti hlađenje ili upotreba maziva otpornog na zagrijavanje (motorno ulje s dodatkom grafita ili molibdendisulfida). Ulja za podmazivanje moraju na pogonskoj temperaturi pri podmazivanju u uljnoj kupci, ili pri optočnom tlačnom podmazivanju imati viskoznost od 20 do 50 cSt, pri podmazivanju kapanjem od 40 do 80 cSt, te pri ručnom podmazivanju od 80 do 120 cSt (u ovom slučaju može se podmazivati i teškim uljima ili tekućom mašću). 
Izvanredan utjecaj na učinak podmazivanja ima stanje maziva. Zanemarivanje dobre izmjene ulja ili zaboravljanje naknadnog podmazivanja može dovesti do onečišćenja maziva ili čak do suhog trenja i time do većeg trošenja zglobova lanaca. 
Pri podmazivanju kapanjem ulja na unutarnju stranu traka lanca dolazi oko 4 do 14 kapi na minutu. Pri tome treba paziti da ulje može prodrijeti do zglobova, a da ne ulazi na krivom mjestu, odakle otječe bez koristi. Pri podmazivanju u uljnoj kupci donja traka uranja se u ulje do polovine širine spojnice. Dobri rezultati dobivaju se ako ugradi kolut za prskanje ulja, koji stvaraju uljnu maglu. Uljne čestice se talože na lanac i na okapnice odakle sakupljeno ulje ponovo kaplje na lanac. Pri tome može donja traka lanca još dodatno uranjati u uljnu kupku. Pri optočnom tlačnom podmazivanju ubrizgava se ulje na unutarnju stranu povratne trake. Pri brzini lanaca većom od 12 m/s pokazalo se dobrim podmazivanje ubrizgavanjem. To je vrst optočno tlačnog podmazivanja sa sapnicama, koje stvaraju najsitnije kapljice.

## Pomoćni dijelovi lančanih prijenosa
Prigušivači titranja lanaca u lančanim prijenosima u kojima se u radu pojavljuju snažni periodički udarci i velike obodne brzine obično su od gume. 
Za postizanje prednapona u slobodnom kraku lančanog prijenosa, gdje su za to nužne posebne natege, mogu se također upotrijebiti lančanici. Za njih vrijedi rečeno o lančanicima za predaju i prijem snage. Tamo gdje je potrebno spriječiti pobuđivanje njihovog vlastitog titranja, ovi lančanici moraju elastično tlačiti lanac. To se postiže spojevima s polugama s utezima, oprugama ili hidrauličkim uređajima. Osim toga, za natege u lančanim prijenosima služe i jednostavniji uređaji s oprugama. 
Za sprečavanje opterećenja lanaca vlastitom težinom i odgovarajućih naprezanja ležaja, krakovi lanaca lančanih prijenosa s razmjerno velikim međusobnim udaljenostima lančanika moraju se poduprijeti. Potpornji za tu svrhu mogu također biti lančanici, ali i valjci bez ozubljenja i, naročito za velike udaljenosti, klizne tračnice od, već prema uvjetima pogona, različitih materijala (sivog lijeva, čelika, gume i različitih plastičnih masa).

## Gubici snage i stupanj djelovanja
Najvećim dijelom gubici snage u lančanim prijenosima posljedica su utroška energije za svladavanje trenja u zglobovima lanca. Zajedno s razmjerno malim gubicima povezanim s utroškom energije za svladavanje trenja među bočnim stranama lamela oni čine takozvane gubitke svladavanja krutosti lanca, koji se obično uzimaju kao mjerodavni činilac stupnja djelovanja lančanih prijenosa. Na veličinu gubitaka svladavanja krutosti lanca ima stanoviti utjecaj i titranje, jer je i ono povezano sa stanovitim gibanjem u zglobovima i među lamelama. Očito su ovi gubici vrlo zavisni kako od kakvoće dodirnih površina u zglobovima i među lamelama, tako i od kakvoće podmazivanja. 
Ostali gubici snage u lančanim prijenosima također su razmjerno mali i zbog toga manje važni. To su gubici povezani s utroškom energije za svladavanje trenja između članaka lanca i zuba zupčanika i, pri podmazivanju uranjanjem, još i za svladavanje otpora gibanju lanca kroz mazivo. To se ne odnosi na gubitke povezane s utroškom energije za svladavanje trenja u ležajima vratila lančanika, koji su kao i u ranije opisanim slučajevima veoma važni, pa ih, kad se radi o stupnju djelovanja uređaja lančanih prijenosa, treba uzeti u obzir. 
Stupanj djelovanja lančanih prijenosa s pogonskim lancima razmjerno je velik; u kvalitetnim izvedbama od 0,96 do 0,98. Posebno su visoki stupnjevi djelovanja lančanih prijenosa sa zupčastim lancima. 

## Prednosti, nedostaci i upotreba
U prednosti lančanih prijenosa ubrajaju se odsutnost proklizavanja, razmjerno veliki stupanj djelovanja i miran hod u njihovom radu, te mogućnost njihove upotrebe za razmjerno jednostavno prenošenje snage na veći broj vratila. Nedostaci ovih prijenosa jesu nejednoličnost rada kad nastupi istegnutost lanca u većoj mjeri kao posljedica udaraca kod prenošenja većih snaga, članci lanaca razmjerno se brzo izlizuju a izvedba im je razmjerno skupa. 
Zbog svojih prednosti ovi se prijenosi mnogo upotrebljavaju u dosta širokom području strojarstva, na primjer za pogon alatnih strojeva, crpki, kompresora, uređaja za paljenje i razvod motora s unutarnjim izgaranjem, bicikla, motorkotača, poljoprivrednih i prijenosnih strojeva i dizalica, posebno tamo gdje se radi o visokim temperaturama, kao na primjer pri dizanju užarenih otkivaka, prijenosu u pećima. Osim toga lančani prijenos općenito se upotrebljava umjesto remenskog tamo gdje remenski prijenos ne može biti primijenjen zbog vlažnosti i temperature okoline.